# Свети Николай (Палеа Лептокария)
„Свети Николай“ (на гръцки: Αγίου Νικολάου) е православна църква в развалини в Палеа Лептокария, Егейска Македония, Гърция, част от Китроската, Катеринска и Платамонска епархия.

## История
Църквата е голяма трикорабна базилика с дървен покрив. Разположена е на плато с големи чинари. До църквата е имало висока камбанария. И храмът, и камбанарията са каменни, с доста небрежна конструкция и обилно използване на хоросан. Покривът на църквата изгаря около 1900 година и скоро е поправен с разрешението и помощта на османските власти. Обновената църква е изписана около 1910 година.
След попадането на областта в Гърция животът на църквата, както и на селото постепенно замира. Селото се премества по-надолу в новото селище Лептокария, а големият храм е запуснат.